# Fleece
Fleece je označení pro zvláštní hebkou, hřejivou textilii s vynikajícími izolačními vlastnostmi a pro oděvy a jiné výrobky z tohoto materiálu.

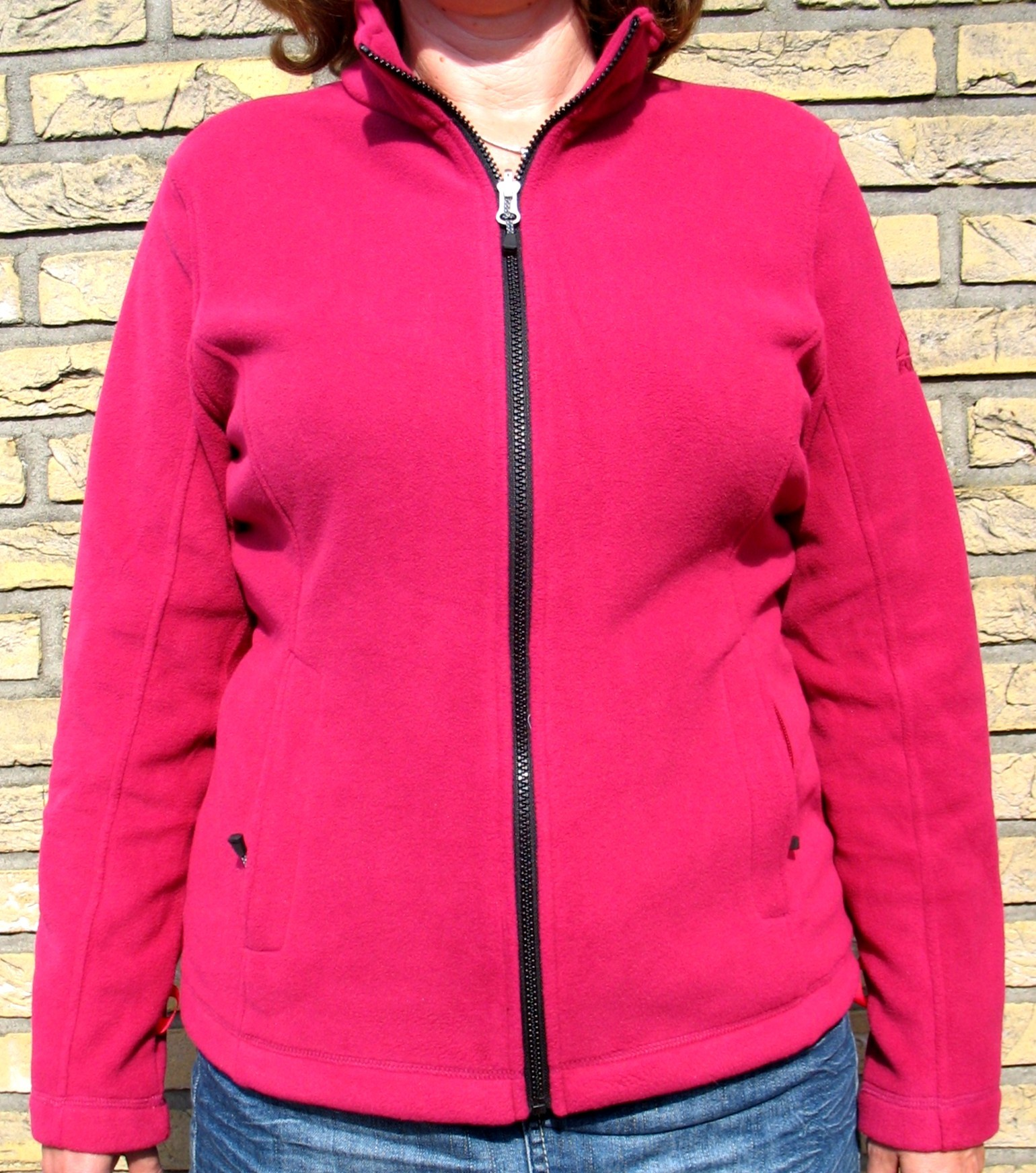
Fleecová bunda z polyesterové pleteniny

## Etymologie
Z angl. fleece – je původně ovčí rouno (něm. Vlies).

## Způsob výroby

### Fleecové pleteniny
se vyrábějí převážně z polyesterových přízí, buďto ze staplových přízí s nízkým zákrutem nebo z tvarovaných filamentů a příp. ze směsi s přírodními nebo umělými vlákny. Pleteniny mají vlasový povrch, tvořený doplňkovými nitěmi, které jsou uchyceny v základní zátažné nebo osnovní pletenině.
Vlas pleteniny
- na zátažných strojích se tvoří jako plyš kličkový (s pomocí speciální platiny), řezaný (kličky rozřezané břitem) nebo včesávaný (zaplétané chomáčky vláken tvoří povrch fleecu)
- na osnovních strojích zaplétáním plyše očky nebo chytovými kličkami, zvláštní vazbou nebo jako řezanyý plyš (na dvoulůžkovém rašlu s 3-5 kladecími přístroji)

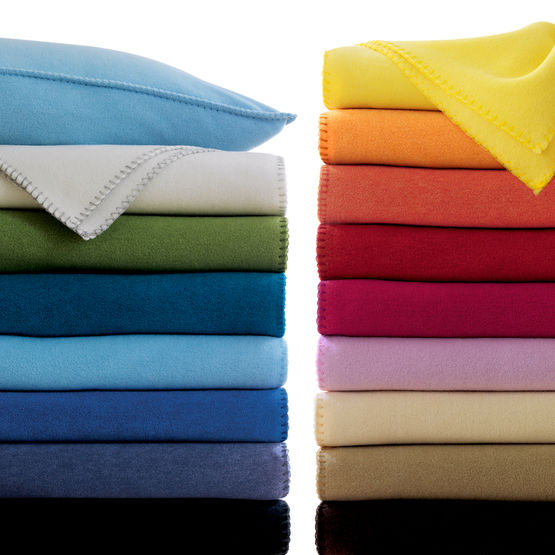
Přikrývky z polyamidového fleecu (cca 450 g/m²)

Vlasový povrch se může ukládat jednostranně nebo na rubu i líci pleteniny.

### Úprava pletenin
Obvyklý postup: paření – postřihování – počesávání – barvení (příp. bělení) – finální úprava ( laminování, měkčení, hydrofobní, antistatická, antipilling, příp. potiskování)

### Šití
většinou jehlami číslo 80/12 s délkou stehu 3,5–4 mm na šicích a 3–3,5 mm na obnitkovacích strojích.

## Vlastnosti
- dobré izolační vlastnosti
- nízká hmotnost (x)
- minimální nasákavost, dobrý přenos vlhkosti po povrchu vlákna
- příjemný na omak
- prodyšnost, pružnost, nemačkavost
- sklon k hromadění zápachu
- silná žmolkovitost
- praní jen do 40 °C, bez žehlení [5] [6]

(x) Poměr tloušťky materiálu k tepelně izolačním vlastnostem fleecu:
| Tloušťka v mm (při tlaku 6,9 Pa) | Vodivost k [W/mK] | Odolnost R [m²K/W] |
| 2,69                             | 0,06              | 0,05               |
| 7,06                             | 0,04              | 0,18               |

Podle některých kritiků se při praní „z každého kusu fleece uvolňuje okolo 2000 drobných vlákének“, která zůstávají v odpadní vodě.

## Použití
U fleecových oděvů se obvykle se rozeznává:
- Next to skin fleece – jedno- nebo dvoukomponentní materiály s nízkým vlasem, většinou s použitím na vniřní vrstvu oděvu
- Klasický termoizolační fleece – tepelná izolace je z velké části závislá na objemnosti materiálu, pleteny mají zpravidla povrchovou úpravu vodoodpudivou, protižmolkovou aj.
- Weather Protection – sestává z více vrstev materiálu. Zvýšení odporu proti větru se dosahuje použitím membrány a vnější vrstvy z polyamidové textilie,[2] zvýšená hřejivost s vrstvou výplňového peří nebo speciální konstrukce pleeniny.[8]

(Známé je také rozdělení: polar-, mikro- a scherpa-fleece)
Bytové textilie (bělené, potištěné, vyšívané přikrývky, prostěradla, povlaky na polštáře, závěsy) oděvní doplňky (klobouk, rukavice), hračky (loutky) a pod. 

## Obchod s fleecovými textiliemi
S výrobou fleece začala firma Malden Mills (USA) v roce 1979. Pod značkou Polartec® se okruh spotřebitelů rychle rozšířil od počátečních sportovních oděvů na mnoho druhů praktických, pohodlných textilií. V následujících 40 letech převzaly fleece do svého výrobního programu desítky firem, které prodávají fleecové oděvy, bytové a další textilie pod značkami Polatex, Tecnopile, Shelltec a celé řady dalších v mnoha variantách (Mikro, Windstopper, Stretch, Underwear apod.).
O rozsahu celosvětové výroby a obchodu je známé:
- Výnos z prodeje přízí pro fleecové pleteniny obnášel v roce 2021 cca 887 milionů USD. [13]

- Fleecové oděvy se prodaly v roce 2022 za 5,2 miliard USD, k velkým výrobcům patřily např. firmy Patagonia, Columbia Sportswear, Jack Wolfskin, The North Face.[14]

- K velkým výrobcům fleecových přikrývek patři např. Pendleton Woolen Mills, Coyuchi, Woolrich, Faribault Woolen Mill Co. Bližší informace o výrobě a prodeji se dají získat jen z každoročních nákladných analýz, např. za rok 2022 za 3480 USD.[15]